# Chartreuse de Sheen
Ne doit pas être confondu avec Chartreuse de Sheen Anglorum.
La chartreuse de Jésus-de-Bethléem est un ancien monastère chartreux à Sheen (ancienne orthographe: Shene ou Shean), maintenant Richmond, fondé en 1414 dans le manoir royal de Sheen, sur la rive sud de la Tamise, en amont et à environ 15 km au sud-ouest du palais de Westminster. Il a été construit sur un site situé à environ 800 mètres au nord de Sheen Palace, lui-même un site au bord de la rivière et aujourd'hui entre Richmond Green et la Tamise. 
Toutes les traces hors sol du prieuré ont disparu, mais on sait que les fondations de l'église du monastére se trouvent au sud-ouest immédiat de l'Observatoire royal de Kew, sous le fairway du 14e trou du « Royal Mid-Surrey Golf Course », à Richmond Old Deer Park.  Il est parfois appelé à tort le prieuré de Richmond, en raison du nouveau nom de Sheen Manor en 1501.

## Contexte

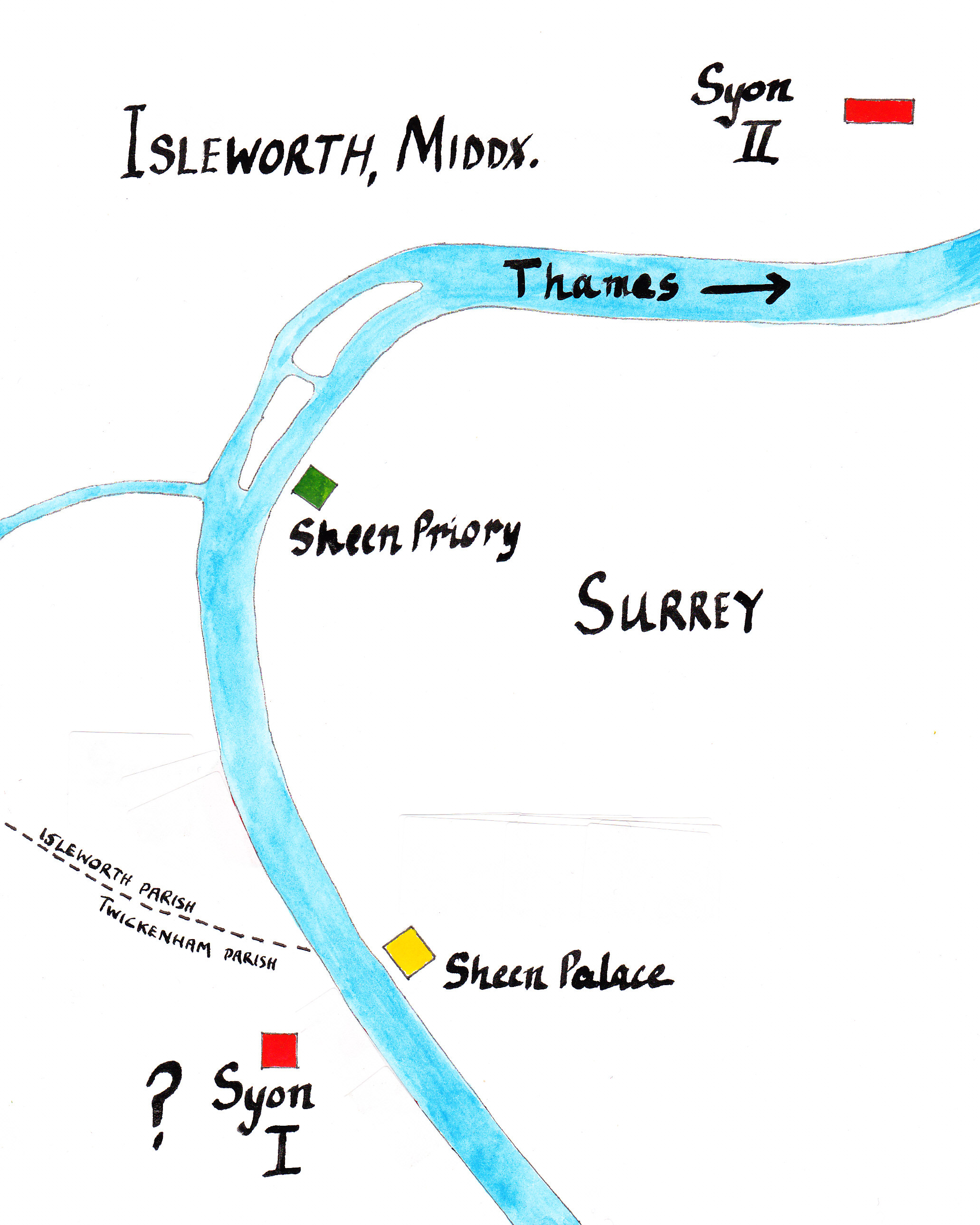
La grande œuvre du roi d'Henri V, centrée autour du palais Sheen reconstruit, a commencé l'hiver 1413-14

Le monastère de Sheen a été construit dans le cadre de la « Grande œuvre du roi » Henry V, centrée sur le palais de Sheen, rebaptisé Richmond Palace en 1501. Le manoir royal de Sheen était sur la rive droite de la Tamise, en face de la paroisse de Twickenham et le manoir royal d'Isleworth sur la rive gauche. Sheen avait été la résidence préférée du dernier roi Plantagenêt Richard II (1377–1399) et de sa bien-aimée épouse Anne de Bohême. Quand Anne y mourut de peste en 1394, Richard maudit l'endroit où ils avaient trouvé un grand bonheur et rasa le palais. Son trône a été usurpé par son cousin Henry Bolingbroke, duc de Lancastre, qui a régné comme Henri IV (1399-1413). Henri IV avait été impliqué dans le meurtre de Richard II en 1400, et dans celui de l'archevêque Richard le Scrope, et avait fait le vœu d'expier sa culpabilité en fondant trois monastères, mais il est décédé avant d'avoir pu remplir son vœu. Henri IV avait montré peu d'intérêt pour Sheen en ruine, mais son fils Henry V (1413-1422) a vu sa reconstruction comme un moyen de souligner le lien dynastique entre sa propre maison de Lancaster et celle de Plantagenet, d'une légitimité incontestée, et a décidé de fonder trois monastères promis par son père dans un seul grand projet de construction, connu sous le nom de " Grand ouvrage du roi ". Ce « grand travail » a commencé à l'hiver 1413-1414, comprenant le nouveau palais de Sheen et les monastères suivants à proximité:
- Un monastère de l'ordre des Célestins, probablement établi à Isleworth Manor. Ce monastère était une communauté de moines français, qui ont refusé de prier pour Henri V après la bataille d'Azincourt en 1415, et a donc été dissous par le roi presque immédiatement après sa fondation [3]. Il occupait probablement le site d'Isleworth où le monastère de Syon a déménagé en 1431[4].

- Le monastère de Saint-Sauveur et de sainte Brigitte de Syon, de l'Ordre de Sainte-Brigitte (1415), Monastère de Syon, parfois appelé abbaye de Syon. Le premier site de ce monastère était probablement presque à l'ouest de Sheen Palace, de l'autre côté de la rivière, sur la rive gauche de la Tamise dans la paroisse de Twickenham[4].

- La Chartreuse de Jésus de Bethléem de Sheen, ou Chartreuse de Sheen[5] de l'Ordre des Chartreux (1414), sujet du présent article, construit dans Sheen Manor, au nord du nouveau palais.

## Histoire du monastère
En 1414, Henri V fonde La chartreuse de Jésus-de-Bethléem de Sheen, pour 40 chartreux. Il a été construit à environ 800 mètres au nord du manoir ou palais royal existant. Il comprenait 30 cellules, autour d'une grande cour ou cloître.
Elle fut dotée largement en biens-fonds et en revenus de prieurés étrangers, qui furent source de procès. Elle possédait des domaines dans vingt-deux comtés, de sorte que le revenu était de 777 £ lors de la suppression. Les officiers de la maison furent compromis avec la Nonne de Kent. Le pardon royal les rendit très timides. La communauté prêta le serment de succession sans difficulté ; quelques scrupules seulement pour celui de suprématie. La maison fut supprimée en 1539, à la suite de la dissolution des monastères par le roi Henri VIII, sans acte de cession, ses bâtiments et ses actifs sont devenus la propriété de la Couronne et ont été cédés conformément aux souhaits du roi. Le prieur, Henri Man, devint évêque schismatique de l'île de Man. En 1556, avec l'appui de la reine Marie Tudor, des chartreux anglais réoccupèrent la maison sous la direction de dom Maurice Chauncy (en). Mais l'avènement de la reine Élisabeth interrompit cette restauration et, en 1559, la communauté fut expulsée et autorisée à passer en Flandre, grâce à l'influence de l'ambassadrice d'Espagne. La communauté anglaise vécut d'abord à la chartreuse de Bruges puis devint autonome sous le nom de Sheen Anglorum et organisa finalement la maison de Nieuport.

## Héraldique
|  | Suivant la tradition cartusienne la chartreuse porte les armes de son fondateur Henri V . |

## Nomenclature

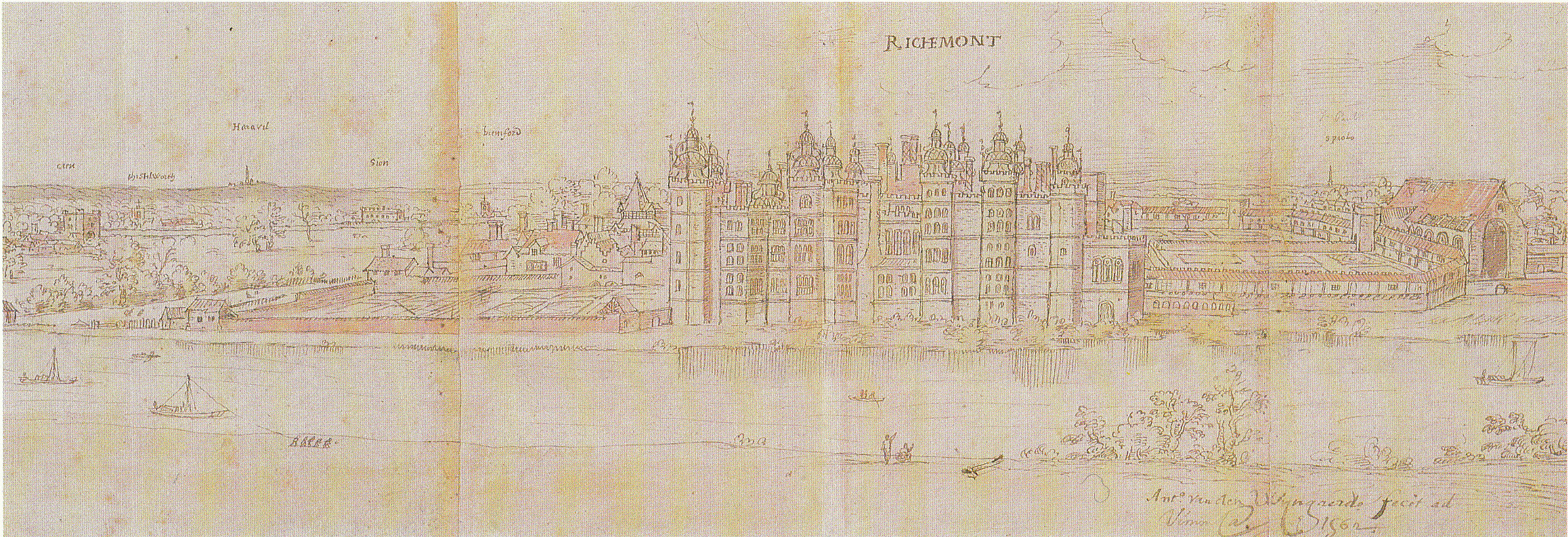
Palais de Richmond par Wyngaerde

Sous le règne du roi Henri VII (1485–1509), comte de Richmond, l'ancien manoir royal ou palais de Sheen construit par le roi Henri V a été remplacé en 1501 par un palais royal rebaptisé Palais de Richmond en l'honneur d'Henri VII. Le nom du manoir lui-même a également été changé de "Sheen" à "Richmond". Le nom du comté d'Henry dérive de son ancienne place forte, Château de Richmond dans le Yorkshire, lui-même nommé d'après Riche Mont en français. Le monastère de Sheen, bien qu'il se trouve alors dans le manoir nouvellement renommé de Richmond, conserve néanmoins son ancienne appellation de "Sheen" étant un établissement religieux, dont la fonction était ostensiblement la glorification de Dieu, non comme dans le cas du nouveau palais séculier, du nouveau roi de dynastie Tudor, victorieuse après la bataille de Bosworth en 1485. En 1500, sur ordre d'Henri VII, la ville de Sheen, qui avait grandi autour du manoir royal, fut renommée Richmond après quoi l'ancien manoir tout entier, dans lequel se trouvait le nouveau palais, devint Richmond plutôt que Sheen . L'ancien manoir de Sheen est maintenant situé dans le quartier londonien actuel de Richmond upon Thames . 
Les vestiges du monastère de Sheen  se trouvent ainsi dans l'arrondissement actuel de Richmond. Cela dit, l'ancien manoir de Mortlake, qui se dressait au nord et à l'est de l'ancien manoir de Sheen, a été divisé en deux nouveaux quartiers, North Sheen et East Sheen, bien que la région de ni l'un ni l'autre n'ait jamais été historiquement à Sheen. Manoir. Les deux se trouvent maintenant dans le London Borough of Richmond upon Thames.

## Jacques IV d'Écosse
La chartreuse de Sheen était la nécropole de James IV d'Écosse, qui a été tué lors de la bataille de Flodden Field en 1513. Son corps ayant été retrouvé sur le champ de bataille par les Anglais victorieux, il fut enfermé dans un cercueil en plomb et envoyé à Londres, puis à Sheen. Il semble que le corps n'ait pas été enterré physiquement au monastère, James IV ayant été excommunié. Quoi qu'il en soit, peu de temps après, le corps et le monastère  ont été perdus dans l'histoire.

## Des ecclésiastiques notables formés à Sheen
L'établissement est célébré comme ayant été la pépinière du cardinal Pole et de nombreux autres éminents églises au début du XVIe siècle.

## Vestiges du monastére auXXIesiècle
Les anciens jardins du monastére restent une zone de loisirs publique.

## Sources
- Anonyme, Maisons de l'Ordre des Chartreux : Vues et notices, t. 4, Parminster, Sussex, Chartreuse de Saint-Hugues, 1919, 318 p. (lire en ligne), p. 45-47.

- (en) Malden, HE (éd. ), Histoire du comté de Victoria, Surrey, vol. 2, 1967, pp.   89–94. (Disponible sur: www. British-history.ac.uk).

- (en) John Cloake, Richmond's Great Monastery, The Charterhouse of Jesus of Bethlehem of Shene, London, Richmond Local History Society (no 6), 1990 (ISBN 978-0950819860).